# 27882 Ootanihideji
27882 Ootanihideji este o planetă minoră (asteroid) din centura de asteroizi. A fost descoperită pe 10 martie 1996 la Kitami Observatory⁠(d) de Kin Endate. 
Obiectul prezintă o orbită caracterizată de o semiaxă mare de 2,3993291 UAi, o excentricitate de 0,13, o înclinație de 2,47922 ° în raport cu ecliptica.